# Marea venă cardiacă

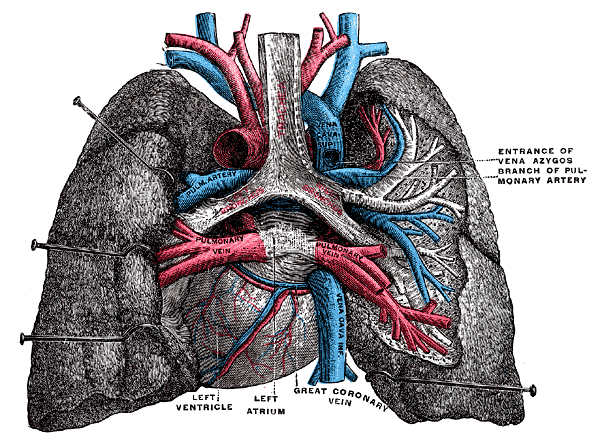
Vasele pulmonare (vedere dorsală)

Marea venă cardiacă (vena coronară stângă) începe la vârful inimii și urcă de-a lungul șanțului longitudinal anterior până la baza ventriculilor. 
Apoi se curbează în jurul marginii stângi a inimii pentru a ajunge la suprafața posterioară. Se unește cu vena oblică a atriului stâng pentru a forma sinusul coronarian,  care se varsă în atriul drept. 
La joncțiunea marii vene cardiace și a sinusului coronarian, există de obicei o valvă prezentă. Aceasta este valva Vieussens a sinusului coronarian. 
Primește afluenți din atriul stâng și din ambii ventriculi: unul, vena marginală stângă, are o dimensiune considerabilă și urcă de-a lungul marginii stângi a inimii. 